# ストライク (バンド)
ストライク（すとらいく）は近藤良平率いるダンス・カンパニー、コンドルズのバンドプロジェクト。以前のバンド名はTHE CONDORS（ザ・コンドルズ）。2005年結成。2006年バップよりメジャー・デビュー。2007年エピックレコードジャパンに移籍。現在のレーベルはSPACE SHOWER MUSIC。

## メンバー
勝山康晴（ボーカル）
石渕聡（ギター）リーダー
原嶋紘平（ギター）
近藤良平（ベース）
山田航（ドラム）
吉田とおる（キーボード）アンダーグラフサポート
山本光二郎（サックス）
藤田善宏（コーラス）
オクダサトシ（コーラス）

## ディスコグラフィー

### シングル
1. 真夏帝国（2006年7月26日）
CD
  1. 真夏帝国
  2. 無条件幸福
  3. コンドルズのテーマ
  4. THE CONDORSのテーマ

DVD（コンドルズのYES!パラダイス学園）
  1. 朝の会
  2. 1限目 体育
  3. 2限目 社会
  4. 3限目 外国語
  5. 4限目 道徳
  6. 給食
  7. 5限目 図工
  8. クラブ活動
2. パレード（2007年7月25日）
3. シャバラ!（2008年8月20日）

### アルバム
1. 無条件幸福（2007年8月8日）
2. 大本命（2013年8月28日）

### 参加作品
1. デヴィッド・ボウイトリビュート・アルバム（2007年）

### DVD
1. CONDORS映像祭り　其の壱「バベル」（2008年8月20日）